# Сарвинское озеро
Сарвинское озеро (Сарва; баш. Саруа күле) — небольшое озеро Башкортостана, расположенное у деревни Сарва Нуримановского района. С 1956 года является памятником природы. Относится к бассейну реки Салдыбаш. Классифицируется как сточное.
Источник, расположенный на дне провальной вытянутой карстовой воронки, образованной в породах самарского и артинского ярусов нижней перми, питает озеро. Озеро обладает крутым и покрытым лесом восточным побережьем и выровненным безлесным западным. В районе расположения озера произрастают широколиственные и темнохвойные леса. В озере обитает вид, включенный в красную книгу России и Башкортостана — европейский хариус.